# 대렴
대렴(大廉, ?~768년)은 신라의 관리이다.

## 생애
아찬(阿飡) 관등인 그는 768년에 형인 대공(大恭)을 도와 반란을 일으켰다가 실패해 죽임을 당했다.